# Abdollah Davami
Abdollah Davami (persisch عبدالله دوامی Abdollāh Davāmi; * 1891 oder 1899 in Ta bei Tafresh; † 1980 oder am 10. Januar 1981 in Teheran, Iran) war ein iranischer Sänger. Lebensdaten nach dem iranischen Kalender 1309 bis 20. Déi 1359.
Davami studierte in Iran bei Ali Khan Nayeb os-Saltane vokale und bei Mirza Hosseyngholi und Mirza Abdollah instrumentale Radifmusik sowie bei Sama Hozur und Haji Khan Eyn od-Dole Tasnif (vokal-rhythmische Musik) und Tombak. Viele Jahre arbeitete er mit Haji Khan zusammen und lernte von ihm und wurde so zu einem Mittler zwischen der traditionellen Vokalmusik der Kadscharenzeit und der modernen klassischen iranischen Musik.
Mit den Tar- und Setarmeistern Darvish Khan, Seyyed Hosseyn Taherzade, Abolhassan Eghabl und Bagher Khan nahm er 1914 bei Monarch Records in Tiflis Aufnahmen als Sänger auf, von denen ein Teil verloren ging. Erhalten geblieben sind unter anderem Aufnahmen von Kompositionen Aref Ghacazinis. Weitere Aufnahmen von Vokal-Radifs und Tasnifs entstanden in den 1970er Jahren.
Davami war befreundet mit Musikern wie dem Sänger Malek-al-Zakerin, dem Setarmeister Mirza Abdollah, dem Tarmeister Mirza Hosseingholi und dem Kamantschemeister Hossein Khan. Zu seinen Schülern zählten u. a. Abolhassan Saba, Mahmud Karimi, Faramarz Payvar, Nasrollah Nassehpoor,  Dariush Talai, Mohammad Reza Shajarian, Mohammad Reza Lotfi, Nasser Farhangfar,  Hossein Alizadeh, Parissa, Sima Bina, Fakhereh Saba, Parviz Meshkatian, Madjid Kiani und
Mohammad Heydari.